# Gillham, Arkansas
Gillham là một thị trấn thuộc quận Sevier, tiểu bang Arkansas, Hoa Kỳ. Năm 2010, dân số của thị trấn này là 160 người.

## Dân số
- Dân số năm 2000: 188 người.
- Dân số năm 2010: 160 người.